# Kei-eilanden
De Kei-eilanden (ook wel Kai-eilanden) behoren tot een eilandengroep van de Molukken. De groep heeft een totale oppervlakte van 1438 km² en ligt in het verlengde van de Tanimbar-eilanden en de Kleine Soenda-eilanden. De belangrijkste eilanden in de groep zijn Kai Besar en Kai Ketjil. Het hoogste punt is de berg Gunun Daab op Kai Besar en is 900 meter hoog. De eilandengroep ligt tussen de Bandazee en de Arafurazee die beide als randzeeën van de Grote Oceaan gezien worden. Tussen de Kei-eilanden en de naburige Aru-eilanden ligt de Lydekkerlijn die de grens tussen de Euraziatische Plaat en de Australische Plaat vormt en tevens de oostgrens van Wallacea aanduidt.

## Naam
De Keiezen zelf spreken over "Nuhu Evav" in plaats van de Kei-eilanden. Kei Besar wordt Nuhu Yut en Kei Kecil Nuhu Roa genoemd.

## Geografie
De Kei-eilanden (Nuhu Evav) bestaan uit een groot aantal eilanden, zowel bewoond als onbewoond. Het gaat onder andere om:
- Kei Besar (Nuhu Yut)
- Kei Kecil (Nuhu Roa)
- Tanimbar Kei (Tnebar Evav)
- Kei Dulah (Du)
- Dulah Laut (Du Roa)
- Kur
- Taam
- Tayandu (Tahayad) eilanden

Kei Besar is bergachtig en dicht bebost. Kei Kecil heeft de meeste bewoners en is vlak. Het is eigenlijk een opgeheven koraalrif. De hoofdstad is Tual. Kei is bekend om zijn mooie witte stranden, onder andere Pasir Panjang (Ngur Bloat) op Kei Kecil.
De Kei-Eilanden zijn onderdeel van de Wallacea, een groep eilanden die door diepe zee zijn gescheiden van het Aziatisch en het Australische continent. Dit heeft als gevolg dat de Kei-eilanden maar een paar inheemse zoogdieren kennen.

## Religie
De belangrijkste godsdienst die op de eilanden wordt aangehangen is het christendom. Katholieken zijn in de meerderheid; de eilanden en de naburige Tanimbar-eilanden kunnen worden beschouwd als het centrum van het katholicisme van de Molukken. Daarnaast zijn er protestanten. Kerken zijn nadrukkelijk in ieder dorp aanwezig en reizigers worden vaak uitgenodigd om kerkdiensten bij te wonen. In de hoofdstad Tual wonen veel niet-oorspronkelijke bewoners die afkomstig zijn uit de westelijke delen van Indonesië. Daardoor zijn de meeste inwoners van die stad aanhangers van de Islam.

Uit collectie Tropenmuseum Amsterdam
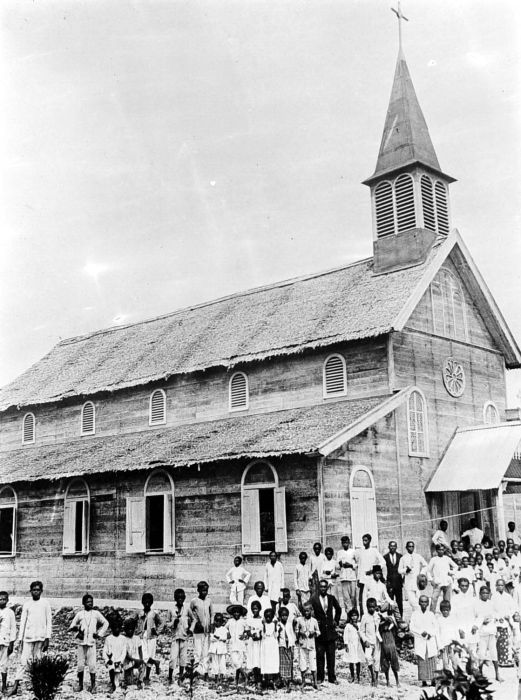
Rooms-katholiek kerkje te Namaai (Kei-eilanden) gebouwd door de lokale bevolking onder leiding van een broeder-missionaris.
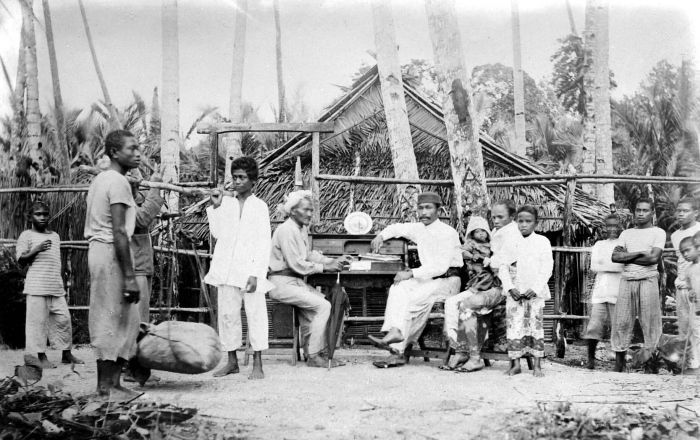
Een winkeleigenaar met zijn familie Kei-eilanden.

## Taal
Er worden drie Austronesische talen gesproken op de Kei-eilanden: Keiees, Kurees en Bandanees. Keiees (Vevew Evav) is de meest gesproken taal, in 207 dorpen, op Kei Kecil, Kei Besar en omliggende eilanden. Kurees wordt gesproken op Kur en vlak bij Kaimeer, waar Keiees als een lingua franca wordt gesproken. Bandanees wordt gesproken in Banda-Elat (Wadan Elat) en Banda-Eli (Wandan El) in het westen en noordoostelijke gedeelte van Kei Besar (Nuhu Yut). De Bandanees sprekende bevolking komt dan ook oorspronkelijk van de Banda-eilanden. De taal wordt op Banda zelf trouwens niet meer gesproken, omdat de inheemse bevolking in 1621 door de Nederlanders is uitgemoord.
- Fal be? : Alles goed?
- Bob bok / Bok ate : Alles gaat goed.

## Instrumenten
- Savarngil (fluit)
- Tifa (drum)
- Dada (gong)

## Zoogdieren
Er komen 191 vogelsoorten voor waaronder vier soorten met een vermelding op de Rode Lijst van de IUCN en 14 endemische soorten waaronder de toealbrilvogel, kaibrilvogel en keirupsvogel.

De volgende zoogdieren komen er voor: Thylogale brunii (prehistorisch geïntroduceerd), Crocidura maxi (prehistorisch geïntroduceerd), Suncus murinus (geïntroduceerd), Paradoxurus hermaphroditus (geïntroduceerd), Phalanger orientalis (prehistorisch geïntroduceerd), Spilocuscus maculatus (prehistorisch geïntroduceerd), Pacifische rat (Rattus exulans) (geïntroduceerd), Zwarte rat (Rattus rattus) (geïntroduceerd), Echymipera rufescens, Petaurus breviceps, Hydromys chrysogaster, Melomys lutillus, Uromys caudimaculatus, Dobsonia viridis, Macroglossus minimus, Nyctimene keasti, Pteropus melanopogon, Syconycteris australis, Emballonura alecto, Emballonura beccarii, Emballonura nigrescens, Taphozous achates, Aselliscus tricuspidatus, Hipposideros ater, Hipposideros cervinus, Hipposideros diadema, Rhinolophus euryotis, Rhinolophus keyensis, Rhinolophus philippinensis, Miniopterus australis, Miniopterus schreibersii, Myotis adversus en Myotis stalkeri.